# サバイバー (テレビ番組)
『サバイバー』 (SURVIVOR) は、アメリカ合衆国をはじめ世界各国で制作・放映されているバラエティ番組である。
この項では、世界各国で制作されている「サバイバー」についての概要を説明している。
- アメリカ版の詳細については「サバイバー (アメリカのテレビ番組)」を参照。
- 2002年から2003年にかけてTBSで放送された日本版の詳細については「サバイバー (日本のテレビ番組)」を参照。

## 概要
孤島や密林、荒野などの僻地に隔離された参加者たちが、サバイバル生活をしながら賞金や賞品をめぐって争う視聴者参加型番組。ほかの参加者に対して投票し追放することにより人数を削っていき、最終的に残った一人が「最強のサバイバー」の称号を得る。
40か国以上で制作・放映され（すでに放送終了した地域や、「ロビンソンの冒険」など異なる番組名で制作されている国も含む）。
番組の原案は、Waheed AlliとBob Geldofとともにキャストアウェイ・テレヴィジョン・プロダクションを共同所有するイギリスのテレビディレクター、チャーリー・パーソンズによるものである。1980年代後半に、スウェーデンで放送された番組の「無人島に生活する」という企画が前身。その後チャーリーによって、1992年に番組フォーマットが考案された。1997年にスウェーデンの公共放送ネットワーク・スウェーデン・テレビで『ロビンソンの冒険 (Expedition Robinson)』として最初に放送された。キャストアウェイ社は現在でも『サバイバー』と『セレブリティ・サバイバー』のフォーマットを管理している。
その後2000年に放送された米国版が同国内で爆発的な人気番組となり、世界中で広く認知されることとなる。2001年・2002年に制作されたイギリス・オーストラリア・日本などの現地版は視聴率が低調だったが、フランスでは "Koh-Lanta" という番組名で9シリーズが放送されているほか、米国版は世界各国で放映され根強い人気を博している。またオーストラリアでは世界で初めて一般人ではなく著名人が参加した『セレブリティ・サバイバー』が安定した視聴率を獲得、以後著名人参加型で制作している国もある。

## フォーマット
以下の記述は米国版『サバイバー』に基づいているが、基本的なフォーマットは他国版すべてで共通している。以下のうち、日本版『サバイバー』で登場したルールについては、日本版で使用されていた番組用語を用いて解説する。

### 基本的なルール
16-20人の互いに見ず知らずの参加者たち（サバイバー）は、いくつかのチームに分けられ、支給された最小限の物資と現地で調達できる物のみを使って、チームメイトで協力しながらサバイバル生活を行う。
その中でサバイバーたちは、「物資調達チャレンジ」と「追放免除チャレンジ」と呼ばれる2種類のチャレンジに参加。毎回異なる独自の競技にチーム戦で挑み、「物資調達」で勝利したチームには褒賞が与えられ、そして「追放免除」で敗北したチームは「追放審議会」へと送られる。そこで、審議会参加者は自らのチームメイトの中から追放したい者1人を投票、最も多く票を投じられたサバイバーがゲームから追放される。
こうして人数を減らして行き、ある程度の人数になったところでチームは1つに合流され、「物資調達」はチーム戦から個人戦へ移行。「追放審議会」は全員参加に、「追放免除」は勝者1名のみが追放されない権利を得るルールに変わる。そして最終的に生き残った2名（回によっては3名）は「最終投票」に臨み、ゲーム終盤の追放者たちで構成される陪審員の多数決投票で優勝者が選ばれる。
勝者には「究極のサバイバー」の称号と巨額の賞金が与えられる。

### チーム
米国版ではtribe（＝部族）と呼ばれる。16-20人のサバイバーたちは最初にこのチームに分けられる。各チームは互いに接触できない離れた場所で生活を開始する。ほとんどのシーズンではチームは2チームだが、3-4チームでスタートした回もあった。
チームのメンバーは基本的には番組側で予め決められる。米国版の初期のシリーズや日本版では、各チームの年齢・性別の構成がほぼ同じになるように編成されたが、のちに男女対抗や年齢層・人種ごとのチーム編成が行われたり、参加者自身がチームを決める場合もある。
各チームにはチームカラーがあり、生活地にはチーム名の入った旗が立てられ、また各参加者は、サバイバーのロゴが印刷されたチームカラーのバンダナが支給される。参加者たちはバンダナを他人から見える位置に身につけることになっており、視聴者はバンダナの色によってチームのメンバーを識別することになる。合流やチームシャッフル（後述）によって所属チームが変更された場合は、古いバンダナの使用をやめ、新しいチームカラーのバンダナを身につける。

#### チームのシャッフル・再構成
チーム合流の前のある時点において、チームメンバーのシャッフル (tribe switch) （＝各チームのメンバー交換）がされることがある。シャッフルは予告なしで行われ、方式はその回によってさまざまである。内容を知らされずに各チームで選出された代表者が敵チームへの移籍を命じられたり、全員が参加してくじ引きなどのアトランダムな方法で変更される方式であったり、2チームの「キャプテン」によって選ばれる方式であったりする。おおむねシャッフル後も各チームの人数には変更がないよう行われるが、参加者が自らの意思で現在のチームに「反乱」を行って敵チームに寝返る、という形のシャッフルも過去にあり、この場合では人数が大きく変わることになる。
日本版では4thシリーズ（ロタ島編）で行われ、内容を知らされないまま1人1つずつ選ばされた竹筒に入っていたバンダナによって新しいチームを決める「シャッフルチャレンジ」が行われた。
3チーム以上でスタートするシリーズでは、合流前までに、各チームが2つのチームに再構成 (dissolve) されることが多い。その際のチーム構成の方法もシャッフル同様さまざまである。ただしこの場合は男女比などに配慮して選ばれることが多い。
アメリカ版の31stシーズンでは、2チームから3チームに拡張され、メンバーが再構成されるシャッフルが登場した。新たに追加された3チーム目に所属となったメンバーは新しい生活地でシェルター作り等をゼロから始めなければいけなかった。
あまりに追放免除チャレンジで負け続けてチームメンバーが少なくなり過ぎた場合、他のチームに吸収されることもある（例：アメリカ版10th、25th)。

### 支給物資
参加者は、基本的に最低限の衣類以外の物をゲームに持ち込むことはできない。その代わり参加者たちには、鉈、壺、水筒など、サバイバル生活を行うための最小限の物資が支給される。シリーズによっては食糧（おもにコメ）も支給される場合があるが、物資の内容は毎回異なり、何も支給されない場合もある。不意打ちでゲームの開始を宣告され、そのときに身に着けていた服装のまま挑まなければならないシリーズもあった。生活に必要な食糧や、風雨をしのぐ住居などは、チームのメンバーで協力し合って自力調達するか「物資調達チャレンジ」で勝利して獲得しなければならない。米国版の初期のシリーズでは、各自1つだけ贅沢品(luxury item)をゲームに持ち込むことが許されていた。しかし、最近のシリーズでは最初からの持ち込みは許されなくなり、物資調達チャレンジの賞品などでしか回収できなくなっている。日本版でも3rd、4thシリーズで癒しアイテムという名前で1つだけ持ち込みが認められた。

### チャレンジ
『サバイバー』のゲーム中、参加者は「チャレンジ (challenge)」と呼ばれる競技に参加する。競技の内容は、忍耐力を競うもの、知力を使って問題を解決するもの、チームワークや器用さ、自制心などを必要とするものなど毎回異なっており、通例、そのシリーズのテーマに合わせた独自のチャレンジが行われる。
チャレンジには、物資調達チャレンジと追放免除チャレンジの2種類が存在する。
物資調達チャレンジ (Reward Challenge)
褒賞を賭けたチャレンジ。勝者が得られる褒賞は毎回異なり、食糧、火打石、マッチ、雨具や寝具などの生活物資から、家族との対面権、現地の住民と共に食事会をする権利など様々である。他のメンバー（チーム戦では相手チームのメンバー）を招待して一緒に褒賞を得ることができる場合もある（日本版の3rdシリーズでは他のメンバーおよび相手チームのメンバーを招待するのが恒例となっている。）。また米国版では、個人戦での勝者は他の人に賞品を譲ることが可能。
追放免除チャレンジ (Immunity Challenge)
追放免除の権利を賭けたチャレンジ。勝者には「追放免除の証」（Immunity Idol）が与えられる。チーム戦においては、勝利チームは次回の追放審議会への参加を免除され、全員が追放を免れる。逆に敗北チームは追放審議会を開いて追放者を出すことになる。チーム合流後は個人戦で行われ、追放免除権を勝ち取れるのは1名のみ。追放審議会では免除権を持つ者へは投票ができない（詳しくは「追放審議会」の節を参照）ため、追放されることがない上に自らは他人へ1票を投じることができる。ちなみに追放免除の証は現地の民俗的な彫像や首飾りなどである。
基本的に、合流前のチャレンジはチーム対抗戦で行われ、合流後のチャレンジは個人戦となる。
チーム戦の場合、チャレンジでの勝利は生活向上だけでなく士気の向上にもつながるが、逆に追放免除チャレンジで敗北した場合はチームメイトを自分たちの手で追放しなければならないため、個々人に大きな衝撃を与える。また合流時に人数が少ないチームは合流後に不利になりやすいため、追放免除チャレンジ、追放審議会の結果がゲームの運命をほぼ全てを左右することになる。
なお、追放者が出てチームの人数に差が出た場合は、通例は人数の多いチームの余った人数が見学にまわる。同じメンバーだけが見学をし続けることはできず、見学者は見学回数が少ない者を優先しながらメンバー自身で決定する。また体力系のゲームで不利にならないよう男女を同数に揃える場合もある。

#### チャレンジの内容
通例、チャレンジは3日周期で行われ、1日は物資獲得チャレンジ、1日は休み、そしてもう1日が追放免除チャレンジと追放審議会が行われるようになっている。
チャレンジがいつ、どこで行われるかは、生活地付近の場所に伝言(Tree Mail)として通知される。伝言には、チャレンジの具体的な内容までは書かれていない。ただし内容のヒントとなるような文章や、チャレンジで使う小道具が含まれていることもあり、それによって参加者たちがチャレンジの作戦を練ることができるようになっている。
競技の内容は、数々の障害を越えてゴールを目指したり、課題をこなしてパズルのピースを集めて組み合わせるといった競争系のチャレンジや、小さな足場でバランスを保ったり重りを抱えたり、片腕上げなどの姿勢で耐え続ける耐久系のチャレンジ、多く正解したものが勝つクイズ系のチャレンジなどが多く行われている。ゲーム終盤では、そのシリーズの過去のチャレンジの要素を含んだ総集編的なチャレンジが行われることもある。
米国版では各参加者の家族や友人などに関連する報酬（手紙や、直接対面する権利など）を賭けた「ラヴド・ワン」チャレンジが毎回恒例で必ず行われ、チャレンジそのものにも家族や友人などが参加する場合もある。日本版においても1stシリーズ（パラオ編）の残り6人の段階で、家族に関する質問に答える「家族クイズ」が行われ、勝者は現地で母親と対面を果たした。
米国版では勝利者に番組スポンサーから自動車が与えられるチャレンジが行われることがある。
他に、贅沢品や戦略上重要な物をオークション形式で手に入れる「サバイバー・オークション」や、地元の人しか食べないものなど食べることに勇気が必要なものを食べる通称「ゲテモノ」チャレンジ、各自の生活地にシェルターや救難信号を作ってその出来を船や航空機からプロが審査して、勝者に船や飛行機から賞品を投下するチャレンジなどがある。日本版では、チーム対抗で1人ずつ相撲で対決する「夜相撲」、個人戦では「（追放免除の証となる彫像および首飾り名）救出ゲーム」が全シリーズ恒例となっていた。チーム戦の物資調達チャレンジで「夜相撲」を実施するのは1stが唯一であり、2nd以降は追放免除の際に実施した他、個人戦における追放免除の証を救出するゲームは1stではターザンの要領で救出していたが、2nd以降は、追放免除の証が入った檻の下を掘りトンネルを作る形式となっている。

#### チャレンジの例外
次のような例外的なチャレンジが行われることもある。
- シリーズ最初のチャレンジは物資調達と追放免除両方を兼ねたチャレンジが行われることが多い。勝利チームは追放免除権とともに物資も獲得できる。最初の物資は大抵、火打石やマッチなどである。3チーム以上が存在するシリーズでは、最下位以外の全チームが追放免除権が、その中で1位のチームには物資が与えられる、という場合もある。
- 合流後の物資調達チャレンジが、個人戦ではなく参加者同士でペアを組んだり即席チームを組んだりして行われることがある。その場合褒賞はチーム単位で獲得できる。
- 過去にはチーム戦における追放免除チャレンジで、両チームとも追放審議会行きとなることもあった（その場合、審議会はチーム毎別々に行われる）。このときは、勝利した場合は追加の賞品（敗北チームの追放審議会を見ながらの食事など）が与えられるという場合や、個人戦形式のチャレンジを行い、両チーム1人ずつに追放免除権を与えられる場合がある。
- 日本版の1stシリーズ（パラオ編）のチーム戦においては、競争ではなく、与えられた問題の解決に成功することで、無条件で物資が与えられる物資調達チャレンジが存在した[4]。また日本版3rdシリーズ（フィリピン編）以降では、両チーム間の競争ではなく、伝言板に書かれた課題をこなすことで物資を獲得できる形のチャレンジが存在した。
- 米国版の最近のシリーズでは、チャレンジの勝者か敗者のいずれかに特別な伝言が与えられることがある。伝言は、チャレンジ後直ちに読まなければならないもの、追放審議会まで読んではならないものがある。伝言には、伝言を渡されたチームへの追加指令が書かれており、たとえば、追放審議会を免除する代わりに、より生活が厳しくなるようなビーチへ移動する、もしくは追放審議会で1人目を追放した後直ちに2人目を追放する、などである。

### 追放審議会
参加者を1人追放するための儀式。チーム内のメンバーのうち、追放すべきと思われるメンバー1人を投票する。棄権、および自分自身への投票はできない。最も多く票を投じられた参加者が「追放」となり、ゲームから脱落する。
米国版ではTribal Council（＝Tribeの審議会）と呼ばれる。日本版およびアメリカ版の日本語字幕放送（第12、13シーズン）では「追放審議会」と呼ばれ、日本での吹き替え放送（第1-4シーズン）では「チーム審議会」と訳されていたが、単に「審議会」と呼ばれることもある。

#### 審議会の手順
追放審議会に初めて臨む参加者は、儀式の最初、各自にひとつずつ用意された松明に火をつける。2度目以降は自分の松明に火をつけて審議会に入場する。松明の炎は、サバイバーたちの『命の象徴』で、追放が決まった者はこの松明の火を消されることになる。
入場を終え席に着いた参加者たちは、司会者からチームや個人の状況などについて質問を受ける。一通りの質疑を終えると、投票が開始される。
アメリカ版ではマルケサス編(2002年放送)から、個人戦での追放免除権を他の人に譲ることが可能になった。
投票は無記名投票で、他のメンバーに見えないよう審議会会場の隅に設けられた投票所に1人ずつ出向いて行われる。投票する際は、だれに投票したのかをカメラに見せ、投票理由を話さなければならない。なお実際の放送では、投票理由を述べるシーンは一部のメンバーの分のみが放送される。
全員の投票が終わるとその場で投票箱が開けられ、司会者による開票が始まる。開票の順番は、投票者を特定させないよう票の順序を入れ替えた上で、1票ずつ読み上げられる。そして得票数と未開票の数によって追放者が確定した時点で開票は打ち切られ、追放者が発表される。残りの票は開票されない。
追放が決定したメンバーは松明と荷物を持って司会者の前に立ち、"The tribe has spoken.（チームの決定です）" の言葉とともに松明の炎を消される。追放者はその場で退場となり、残りのメンバーは松明を持って生活地へ戻るように告げられる（ただし、生活地でまだ火が点いていない場合は、松明を持ち帰ることを許されない場合もある）。
放送では参加者の退場シーンの後にエンドクレジットが始まり、追放者が追放後の感想を述べるシーンが映され、また同時に全員分の投票シーンが放送される。

#### 票数が並んだ場合
もし2人以上が最多票数かつ同数票で並んだ場合、再投票が行われる。再投票では最多票数で並んだメンバーには投票権は無く、逆に他の参加者は最多票数を得たメンバーの中から1人を選んで投票をする。それでも決着がつかない場合は、どちらを追放すべきか2分間の討論を実施。その議論でも決まらない場合は、追放免除チャレンジ勝者と最多票数で並んだメンバーを除く全員の中からくじ引きにより追放者を決定する。ただし残りメンバーが4人の場合は例外として、最多票数で並んだメンバー同士で火起こし対決を実施、敗者が追放される。
ちなみに火起こし対決は、アメリカ版のパラオ編でチーム戦で負け続け、残り2人になってしまったチームの最後の審議会において、投票の代わりに行われたことがある。
アメリカ版では、アフリカ編(2001-02年放送)までは再投票で決着がつかない場合、それまでの審議会での累積票数が多いほうが追放というルールであった。また、累積票数も同数だった場合は、最多票数で並んだメンバー同士でサバイバル知識に関するクイズ対決をサドンデス形式で行い敗者が追放される(アフリカ編で発生)。
なお日本版では、最初の開票が並んだ時点で、それまでの審議会での累積票数を発表。累積票数の多い方が追放となり、累積票数でも決着がつかない場合は再投票というルールであった。日本版で再投票を行ったケースは存在しない。

### 流刑島
流刑島 (Exile Island) とは、選ばれた参加者1名が、所属するチームの生活地から隔離された小さな島に「流刑」されるというルール。米国版のパラオ編（2005年放送）において、追放免除チャレンジで最初に脱落した参加者がペナルティとしてビーチに独りで生活させられるという出来事から発展し、パナマ編（2006年放送）以降で本格的に導入された。
似たルールは南アフリカ版の第1シリーズでも導入されている。これは、追放された参加者が「デッドマンズ・アイランド」に隔離され、後にゲームに復帰するチャンスが与えられるというものである。

#### 流刑となるメンバーの選定
流刑者はチャレンジの結果によって決定される。通例は物資調達終了後に流刑地へ送られ、次の追放免除チャレンジ開始前に帰還するまで、ひとりで生活することとなる。流刑となるのは、チーム戦では勝利チームが敗者チームの中から指名した者、個人戦においては勝者によって選ばれたメンバーとなることが多い。両チームから1人ずつが流刑となったり、選択権を得たメンバーが誰を隔離するかを決める場合もある。
また、チームの再構成時に各チームのメンバー数が異なる場合、1人あぶれた参加者が「チーム無所属」として扱われて流刑となり、次に開かれた審議会後に追放者を出したチームに加入する（米国版パナマ編・フィジー編・ガボン編）というルールがあった回もある。

#### 流刑島での生活
隔離の決まったメンバーは、ボートで流刑島へ連れて行かれる（あるいは「島」への地図が渡される）。島には、サバイバル生活をするためのわずかな道具（水筒・鉈・壺など）と限られた量の雨宿りの場所があるものの、食糧や水の欠如による心身の衰弱、そして隔離によりチーム内での立場が弱体化するといった不利益を被ることになる。逆にメリットは、後述の隠し追放免除の証の隠し場所のヒントが与えられることや、シリーズによっては隠し追放免除の証の隠し場所が流刑島の場合もあるということから、他のメンバーを出し抜いて隠し追放免除の証を手に入れるチャンスが生まれるという点である。流刑者を選ぶ立場になった者は、戦略的に誰を隔離するかを決めることになる。

### 隠し追放免除の証
米国版に、2005年放送のグアテマラ編から登場したルール。「隠し追放免除の証 (Hidden Individual Immunity Idol)」は1人にのみ効力を発揮する追放免除の証で、追放審議会の場で使用を宣言することで使用者への投票を無効化し、追放を免れることができる。使用者が最多得票だった場合は、2番目に票の多かった参加者が追放される。
「隠し追放免除の証」は生活地付近や流刑島などに隠されている。隠し場所のヒントは、選ばれた参加者（グアテマラ編の場合）、または流刑島に隔離されたり、相手チームにキッドナップされたりした参加者が得られる。証を発見した参加者は、自分で保持することもできるし、追放審議会開始前であれば他者に譲渡することもできる。他者に見せる必要は無く、隠しておいても、あるいは交渉の手段として他者に見せることも可能。他のメンバーは、ゲームのルールの範囲内であれば、覗き見などどんな手段を用いても証の持ち主を発見することができるが、証を盗むのはルール違反になる。「隠し追放免除の証」を使うことができるのは、シリーズにもよるが、残り4 - 6人での追放審議会までである。
使い方はシリーズによって変化している。
- グアテマラ編では投票の前に証を見せる。グアテマラ編では、使用者に投票できなくなるという効果であった（個人戦での追放免除権と同様の効果）。
- パナマ編とクックアイランド編（ともに2006年放送）では、開票が行われた後に証を見せる。
- フィジー編（2007年放送）以降では、投票が行われ、それが開票される前に証を見せる。そのとき、証はほかのメンバーに渡すことができる。このルール変更により、追放される危険がなかったにもかかわらず証を使用して無駄遣いになってしまったり、証を持っていたにもかかわらず追放されてしまうといったケースが生まれた。

グアテマラ編では、「隠し追放免除の証」は一度使用すると元に戻されなかった。それ以降は、証が使用された後、あるいは証を持ったメンバーがそれを使うことなく追放された後は、証は新たな場所に再配置されている。また、ゲーム中に他の参加者を騙すため偽物の証を作成することは認められている(追放審議会で偽物の証を提示しても効果はない)。

### チームの合流
メンバーの残りが10人前後になったとき、2つに分かれたチームは1つのチームに合流 (merge) する。これ以降は、チャレンジに勝利するのは一個人のみとなる。一般に、合流が通知された後、新たに統合されたチームは1つの生活地に集まる。以前にどちらかのチームが生活していたところに引っ越す場合と、まったく新しい生活地に移動する場合とがある。統合されたチームには新しいチーム名とチーム旗が与えられる。
シリーズによっては圧倒的にチーム戦を優位に戦ったチームが個人戦になり、そのチームに所属していたメンバーが追放され続ける時も多々ある（例：日本版2nd、アメリカ版4th、19th）。

### 陪審員
序盤で追放された参加者は完全にゲームの場から去ることとなるが、残り9人での追放審議会からは追放者は「陪審員 (jury)」になる資格を得る（人数はシリーズによって異なることもある）。陪審員はゲームの最終日、最後まで残ったメンバーのうち誰が「最強のサバイバー」に相応しいかを決める「最終投票」で投票権を持つこととなる。
陪審員は追放以降も、追放審議会にのみ出席する。ただし陪審員に発言権は無く、審議会の様子を観察することしかできない。陪審員同士での協力や談合を防ぐため、陪審員たちは最終投票が終了するまで隔離され、ほかの参加者や陪審員と、投票や問題点について議論することは許されない。

### ベスト3（準決勝）
残り3人の時に行われる追放免除チャレンジの勝者は、追放審議会ではその追放免除者1人のみの投票によって、最後の追放者が決めることができる。これは、勝者と自分自身には投票できない敗者2名は互いに1票ずつ入れることが確定になるため、実質的に投票権を持つのが勝者のみになるからである。追放免除勝者は、最後の2人で争う最終投票の対戦相手を、自身の判断により決めるということになる。
日本版では、投票した勝者が投票用紙にメッセージを添えるのが全シリーズで恒例になっていた。また2ndシリーズ以降では、ガイドスタッフが「チームの、いや、（追放免除チャレンジ勝者）さんの決定です」と言って松明の火を消していた。

### 最終投票
最終日、生き残ったサバイバーたちは住んでいた場所を掃除し、住居を解体・焼却する。そして最終投票 (Final Tribal Council) の場へと向かう。
最終投票の手順は以下のように行われる。
- 生き残ったサバイバーはまず、陪審員たちに対して、なぜ自分が陪審員の投票を得る価値があるのかをアピールする。
- 陪審員たちはここで発言を許され、生き残ったサバイバーたちに対して質問や自分の意見をスピーチをすることができる。質問された人はそれに答えなければならない。
- 陪審員たちの質問が一通り終わった後、生き残ったサバイバーは再びなぜ自分が陪審員の投票を得る価値があるのかをアピールする最終弁論を行う。
- その後、陪審員たちは生き残ったサバイバーのうち、どちらが「最強のサバイバー」に相応しいかを1人ずつ投票する。

投票の手順は追放審議会と同様におこなわれるが、最終投票のみ「勝者にふさわしい者の名前」を書くことになる。投票終了後、投票箱は封印され、司会者によって持ち出される。そして放送局のスタジオにて開票が行われ、票数の多い方が優勝となり、「最強のサバイバー (Sole Survivor)」の称号と賞金を獲得する。
米国版では優勝者に100万ドルと、スポンサーが提供した自動車が与えられ、また2位以下にも順位に応じ賞金が与えられる。日本版では賞金が与えられるのは優勝者のみで、額は1000万円であった。

### その他
- 参加者たちは、チャレンジ開催時や合流時などを除き、ほかのチームの居住地を勝手に訪れたりしてはならない。また番組スタッフの控え場所を勝手に訪れたりすることも禁止されている。
- 格闘技系のチャレンジの場合を除き、ほかの参加者を暴力で傷つけた場合は、失格となり得る。
- 賞金の山分けを持ちかけるなど、賞金を取り引きに使用した場合は、失格となり得る。
- 健康状態が優れなくなった場合や重度の怪我を負った場合、医師による診察（メディカルチェック）が行われ、その結果、これ以上サバイバル生活は難しいと判断されドクターストップとなった場合や、次のチャレンジ・追放審議会に出席できない場合は、無条件で失格（リタイア）となる。日本版ではこの場合、陪審員の権利も失われる。
- サバイバーたちの生活地域で天変地異や災害が起きたとしても、原則として番組は続行されることとなっている。(日本版4thで台風が直撃した時も近くの洞窟に避難し、追放審議会の延期などがあったものの収録は続行された。)
- 番組参加中、サバイバーたちは外部の情報を一切知ることができない。日本版では、たとえ故郷で参加者の身内などに不幸があったとしても、参加中はそれを知らされることはなかった（参加者はそのことを承知の上で参加している）。またサバイバー自らが外部との接触を試みようとした場合はペナルティが課せられることになっている[3]。

## 各国の『サバイバー』
『サバイバー』のフォーマットは各国で翻案されており、オリジナルの"Expedition Robinson"に因んで名づけられているものもある。
  現在放送中の国
| 国                                   | 番組名                                            | 放送局                                                                                  | 優勝賞金                                           | 放送年                                | シリーズ数 |
| ------------------------------------ | ------------------------------------------------- | --------------------------------------------------------------------------------------- | -------------------------------------------------- | ------------------------------------- | ---------- |
| アルゼンチン                         | Expedición Robinson                               | Canal 13                                                                                | 100,000ペソ                                        | 2002                                  | 2          |
| アゼルバイジャン                     | Azerbaijan Extrim                                 | en:Space TV                                                                             | アゼルバイジャン・マナト                           | 2011                                  | 1          |
| オーストラリア                       | Australian Survivor                               | Nine Network                                                                            | 500,000ドル                                        | 2002                                  | 1          |
| オーストラリア                       | Celebrity Survivor （著名人参加型）               | Seven Network                                                                           | 100,000ドル                                        | 2006                                  | 1          |
| オーストラリア                       | Australian Survivor                               | Network Ten                                                                             | 500,000ドル                                        | 2016–現在                             | 7          |
| オーストリア · ドイツ                | Expedition Robinson                               | ORF RTL II                                                                              |                                                    | 2000                                  | 1          |
| ベルギー · オランダ                  | Expeditie Robinson                                | VT4 (2000–2004), KANAALTWEE (2005–) NET 5 (2000–2004), Talpa (2005–2006), RTL 5 (2007–) | 50,000ユーロ （初期は2,000,000フラン）             | 2000–現在                             | 10         |
| ブラジル                             | No Limite                                         | Globo                                                                                   | 300,000レアル                                      | 2000–2001                             | 6          |
| ブラジル                             | No Limite                                         | Globo                                                                                   | 500,000レアル                                      | 2009, 2021-現在                       | 6          |
| ブルガリア                           | Survivor BG                                       | bTV                                                                                     | 250,000 レフ                                       | 2006–2009, 2014, 2021-現在            | 6          |
| チリ                                 | Expedición Robinson: La Isla Vip （著名人参加型） | Canal 13                                                                                | 50,000,000ペソ                                     | 2006                                  | 1          |
| コロンビア                           | Expedición Robinson                               | Caracol Television                                                                      | 250,000,000ペソ                                    | 2001–2002                             | 2          |
| コロンビア                           | La Isla de los FamoS.O.S. （著名人参加型）        | RCN TV                                                                                  | 300,000,000ペソ                                    | 2004–2007                             | 4          |
| クロアチア                           | Survivor                                          | HRT                                                                                     |                                                    | 2005                                  | 1          |
| チェコ                               | Trosečník                                         | TV Prima                                                                                | 5,000,000コルナ                                    | 2007                                  | 1          |
| デンマーク                           | Robinson Ekspeditionen                            | TV3                                                                                     | 500,000 クローネ （初期は1,000,000クローネ）       | 1998–現在                             | 24         |
| エクアドル                           | Expedición Robinson                               | Teleamazonas                                                                            |                                                    | 2002                                  | 1          |
| エストニア                           | Ekspeditsioon Robinson                            | TV3 Estonia                                                                             |                                                    | 2001–2003                             | 3          |
| フィンランド                         | Suomen Robinson                                   | Nelonen                                                                                 | 100,000ユーロ                                      | 2003–2004                             | 2          |
| フィンランド                         | Selviytyjät Suomi                                 | MTV3 (2013), Nelonen (2018-現在)                                                        |                                                    | 2013, 2018-現在                       | 7          |
| フランス                             | Koh-Lanta                                         | TF1                                                                                     | 100,000ユーロ （初期は500,000フラン）              | 2001–現在                             | 28         |
| ジョージア                           | GMiri Survivor                                    | Rustavi 2                                                                               |                                                    | 2007–2008                             | 1          |
| ドイツ                               | Gestrandet (2001) Survivor (2007)                 | RTL II (2001), プロジーベン (2007)                                                      | 250,000ユーロ                                      | 2001 2007                             | 2          |
| ギリシャ                             | Survivor                                          | Mega TV (2003-2006,2010), Skai TV (2017-現在), Sigma TV (2017-現在)                     |                                                    | 2003-2006, 2010, 2017-現在            | 9          |
| ハンガリー                           | Survivor - A Sziget                               | RTL Klub                                                                                | 10,000,000フォリント＋自動車                       | 2003–2004                             | 2          |
| イスラエル                           | Survivor 10                                       | Israel 10 (2007-2012), Channel 2 (2015-2017), Reshet 13 (2019-現在)                     | 650,000シェケル＋自動車                            | 2007-2012, 2015-2017, 2019-現在       | 12         |
| イタリア                             | Survivor Italia                                   | Italia 1                                                                                | 200,000ユーロ                                      | 2001                                  | 1          |
| イタリア                             | L'Isola Dei Famosi （著名人参加型）               | Rai Due (2003-2012), Canale 5 (2015-現在)                                               | 200,000ユーロ                                      | 2003–現在                             | 16         |
| 日本                                 | サバイバー                                        | TBS                                                                                     | 10,000,000円                                       | 2002-2003                             | 4          |
| 韓国                                 | ヒューマンサバイバル!挑戦者                       | 韓国放送公社                                                                            | 100,000,000ウォン+世界一周旅行券、企業への就職斡旋 | 2011                                  |            |
| ラトビア                             | Robinsonii                                        | TV3 Latvia                                                                              |                                                    | 2001–2003                             | 3          |
| リトアニア                           | Robinzonai                                        | TV3 Lithuania                                                                           |                                                    | 2001–2003                             | 3          |
| 中東                                 | Survivor                                          | LBC                                                                                     | 1,000,000SR                                        | 2005?                                 | 1          |
| メキシコ                             | Survivor                                          | Azteca Uno                                                                              |                                                    | 2020–現在                             | 3          |
| オランダ                             | Expeditie Robinson                                | RTL 5 (2013-2018), RTL 4 (2019-現在)                                                    |                                                    | 2013–現在                             | 10         |
| ノルウェー                           | Robinsonekspedisjonen                             | TV3 (1999–2013,2021–現在), TV2 (2015–2016)                                              | 1,000,000クローネ                                  | 1999–2013, 2015–2016, 2021–現在       | 17         |
| パキスタン                           | Mountain Dew Survivor Pakistan                    | PTV, TV One, ARY                                                                        | 100,000ドル                                        | 2006                                  | 1          |
| フィリピン                           | Survivor Philippines                              | GMA Network                                                                             | 3,000,000ペソ                                      | 2008–現在                             | 2          |
| ポーランド                           | Wyprawa Robinson                                  | TVN                                                                                     | 100,000ズウォティ                                  | 2004                                  | 1          |
| ポルトガル                           | Survivor                                          | TVI                                                                                     | 10,000,000エスクード                               | 2001                                  | 1          |
| ルーマニア                           | Supraviețuitorul                                  | Pro TV                                                                                  |                                                    | 2016                                  | 1          |
| ルーマニア                           | Survivor                                          | Kanal D (2020–2021), Pro TV (2022–現在)                                                 |                                                    | 2020–現在                             | 3          |
| ロシア                               | Last Hero                                         | Channel One                                                                             | 3,000,000ルーブル                                  | 2001–2010                             | 7          |
| スカンジナヴィア地区                 | Robinson VIP （著名人参加型）                     | TV3                                                                                     |                                                    | 2004                                  | 1          |
| セルビア · 北マケドニア · スロベニア | Survivor Srbija                                   | Fox televizija Sitel TV                                                                 | 100,000ユーロ＋自動車                              | 2008–現在                             | 2          |
| 南アフリカ                           | Survivor South Africa                             | M-Net                                                                                   | 1,000,000ランド                                    | 2006–2007, 2010-2011, 2014, 2018-現在 | 9          |
| スペイン                             | Supervivientes: Expedición Robinson               | Telecinco                                                                               | 20.000,000ペセタ                                   | 2000–2001                             | 2          |
| スペイン                             | La Isla de los FamoS.O.S. （著名人参加型）        | Antena 3                                                                                | 300,000ユーロ                                      | 2003–2005                             | 4          |
| スペイン                             | Supervivientes （著名人参加型）                   | Telecinco                                                                               | 200,000ユーロ                                      | 2006–現在                             | 15         |
| スウェーデン                         | Expedition: Robinson                              | SVT (1997–2003), TV3 (2004–2005), TV4 (2009-2012,2018-現在), Sjuan(2015)                |                                                    | 1997–2003, 2009-2012, 2015, 2018–現在 | 22         |
| スイス                               | Expedition Robinson                               | TV3                                                                                     |                                                    | 1999–2000                             | 2          |
| トルコ                               | Survivor                                          | Kanal D (2005), Show TV (2006-2007,2010-2012), Star TV (2013-2014), TV8 (2015-現在)     |                                                    | 2005-2007, 2010-現在                  | 16         |
| イギリス                             | Survivor                                          | ITV                                                                                     | 1,000,000ポンド                                    | 2001–2002                             | 2          |
| アメリカ                             | Survivor                                          | CBS Global                                                                              | 1,000,000ドル (40thシーズンでは2,000,000ドル)      | 2000–現在                             | 43         |
| ベネズエラ                           | Robinson: La Gran Aventura                        | Venevision                                                                              | 100,000,000ボリバル                                | 2001–2003                             | 2          |

### アメリカ版サバイバー
2000年よりCBSで放送されている。放送が開始された直後から、その斬新な内容によって米国中の視聴者の絶大な支持を得たほか、各国版の中でも特に人気が高く世界中で放映されている。2018年現在でも新作が制作されている。